# Nagy Károly (püspök)
Nagy Károly (Kisborosnyó, 1868. október 29. – Kolozsvár, 1926. február 16.) református püspök, egyházi író.

## Életpályája
Nagyenyeden teológiai szakon 1890-ben szerzett diplomát. Egy évet Marburgban, egy évet pedig Utrechtben töltött. Visszatérése után Brassóban és Nagyenyeden volt lelkész. 1895-től a kolozsvári református teológiai szakon oktatott. 1908-tól az erdélyi református egyházkerület főjegyzője, 1918–1926 között püspöke volt.
Szerkesztette az Erdélyi Protestáns Lapokat, majd a Református Szemlét.

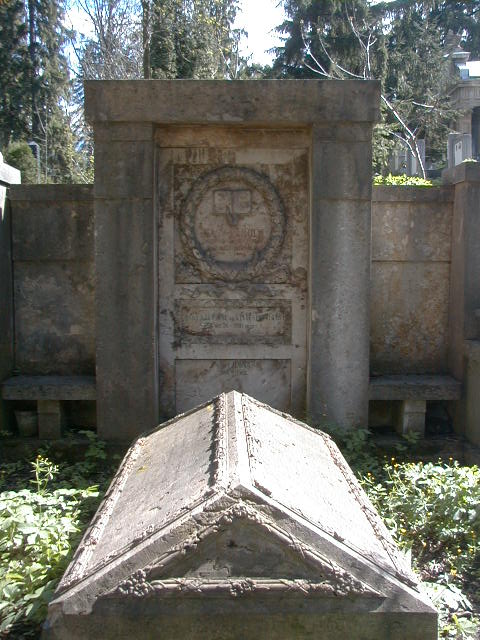
Nagy Károly (1868-1926) református püspök sírja Kolozsvárott, a Házsongárdi temetőben

## Művei
- Kálvin teológiája (Nagyenyed, 1895)
- Keresztyén vallástan (I. rész, Kolozsvár, 1899)
- Kálvin mint dogmatikus és etikus (Emlékezés Kálvinról, Budapest, 1909)